# Cantabrosoma rogeri
Cantabrosoma rogeri är en mångfotingart som beskrevs av Jean-Paul Mauriès 1970. Cantabrosoma rogeri ingår i släktet Cantabrosoma och familjen Haplobainosomatidae. Inga underarter finns listade i Catalogue of Life.